# Haven van Pecém

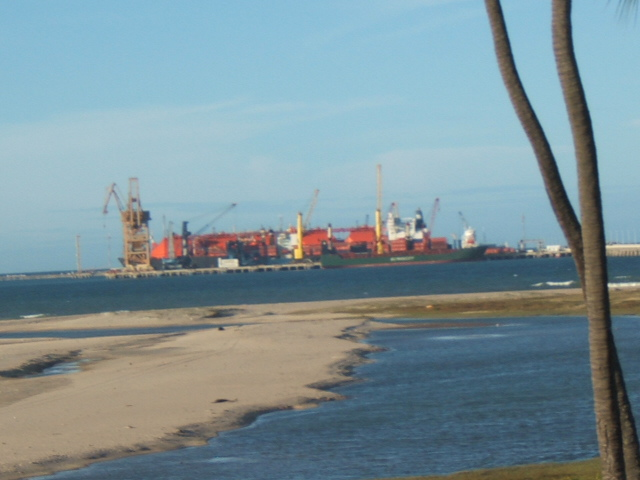
Haven van Pecém met de oranje tanks van de Golar Spirit

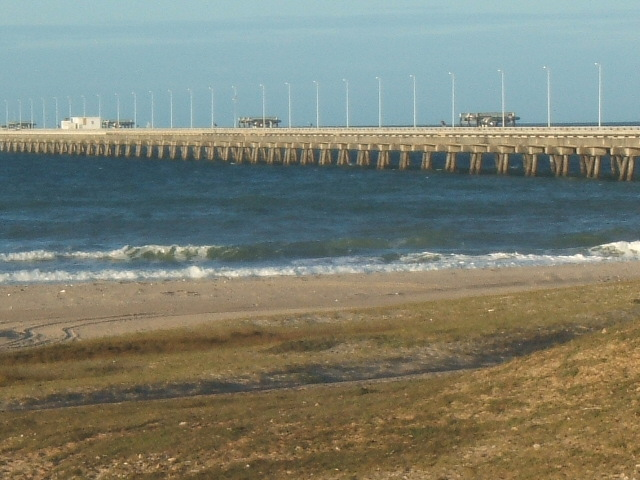
Brug die de pier met het land verbindt

De Haven van Pecém is de tweede haven in de Braziliaanse deelstaat Ceará. Het valt onder de gemeente São Gonçalo do Amarante en ligt ongeveer 60 kilometer ten noorden van de hoofdstad Forteleza.

## Beschrijving
Om de haven van Forteleza te ontlasten werd in 1995 met de bouw van een tweede haven in de staat een start gemaakt.

Een lange pier steekt 2 kilometer in de oceaan.  Aan deze pier zitten twee kortere zijpieren waaraan maximaal vier schepen kunnen afmeren. Vanwege de sterke wind is het laatste deel van de pier omsloten met een L-vormige golfbreker. De pieren zijn relatief smal en hebben een beperkte opslagcapaciteit. De lading moet over de weg of door middel van pijplijnen naar het vasteland worden vervoerd. Op het land is een groot terrein gereserveerd en al deels geschikt gemaakt voor de ontvangst van lading. In 2002 werd de haven geopend.
Medio 2018 maakte het Havenbedrijf Rotterdam bekend 30% van de aandelen van het havenbedrijf te gaan kopen voor zo’n 75 miljoen euro. Het krijgt hiermee ook zeggenschap op strategische beslissingen en belangrijke posities in het bestuur. Deze transactie is op 7 december 2018 afgerond.

## Havenactiviteiten
De Deense rederij A.P. Møller heeft er een containerterminal en Petrobras een gasterminal. Bij de gasterminal ligt de FSRU Golar Spirit. In deze speciale gastanker kan vloeibaar aardgas, dat met shuttle tankers wordt aangevoerd, worden opgeslagen. Shuttletankers met een maximaal draagvermogen van 175.000 DWT en een diepgang niet groter dan 13 meter kunnen bij de tanker afmeren. Aan boord is een installatie om het lng weer gasvormig te maken. Per dag kan de Golar Spirit 7 miljoen m³ gas leveren dat vooral bestemd is voor twee elektriciteitscentrales. 
In 2013 werd 6,3 miljoen ton lading in de haven overgeslagen, dit was 40% meer dan in 2012. De totale overslag in 2017 was 16 miljoen ton en de overslag is de afgelopen 10 jaar met gemiddeld 22% per jaar gegroeid.
De haven is aangesloten op het wegennetwerk en is bereikbaar over de federale snelwegen BR-101 en BR-222 en de deelstaat snelweg CE-422.

## Industrie
Bij Pecém is 330 km² gereserveerd voor de industrie. In 2015 moet een grote nieuwe staalfabriek klaar zijn en een raffinaderij voor staatsbedrijf Petrobras zal tegen 2017 de productie opstarten. De staalfabriek is een project van Companhia Siderurgica do Pecem (CSP), een joint venture van Vale (50%), Dongkuk Steel (30%) en POSCO (20%). Het vergt een investering van $4 miljard en krijgt een jaarcapaciteit van 3 miljoen ton staal. De Petrobras raffinaderij, de Premium II, zal een capaciteit hebben van 300.000 vaten olie per dag en zal vooral brandstoffen met een laag zwavelgehalte gaan leveren.
De plannen voor twee elektriciteitscentrales met een gezamenlijk vermogen van 1080 megawatt (MW), zijn gerealiseerd. De Pecém I heeft een capaciteit van 720 MW. Het is in handen van een joint venture met twee partners, Eneva (het voormalige MPX Energia) en Energias do Brasil, elk met een gelijk belang. Pecém II is volledig in handen van Eneva en deze heeft een capaciteit van 365 MW. Beide centrales worden met steenkool gestookt en zijn vanaf 2013 volledig in gebruik. Eneva is een dochteronderneming van het Duitse nutsbedrijf E.ON. Met deze centrales is het opgestelde vermogen in Ceará verdubbeld.